# Gräberfeld bei Dannstadt
Koordinaten: 49° 24′ 22″ N, 8° 21′ 8″ O

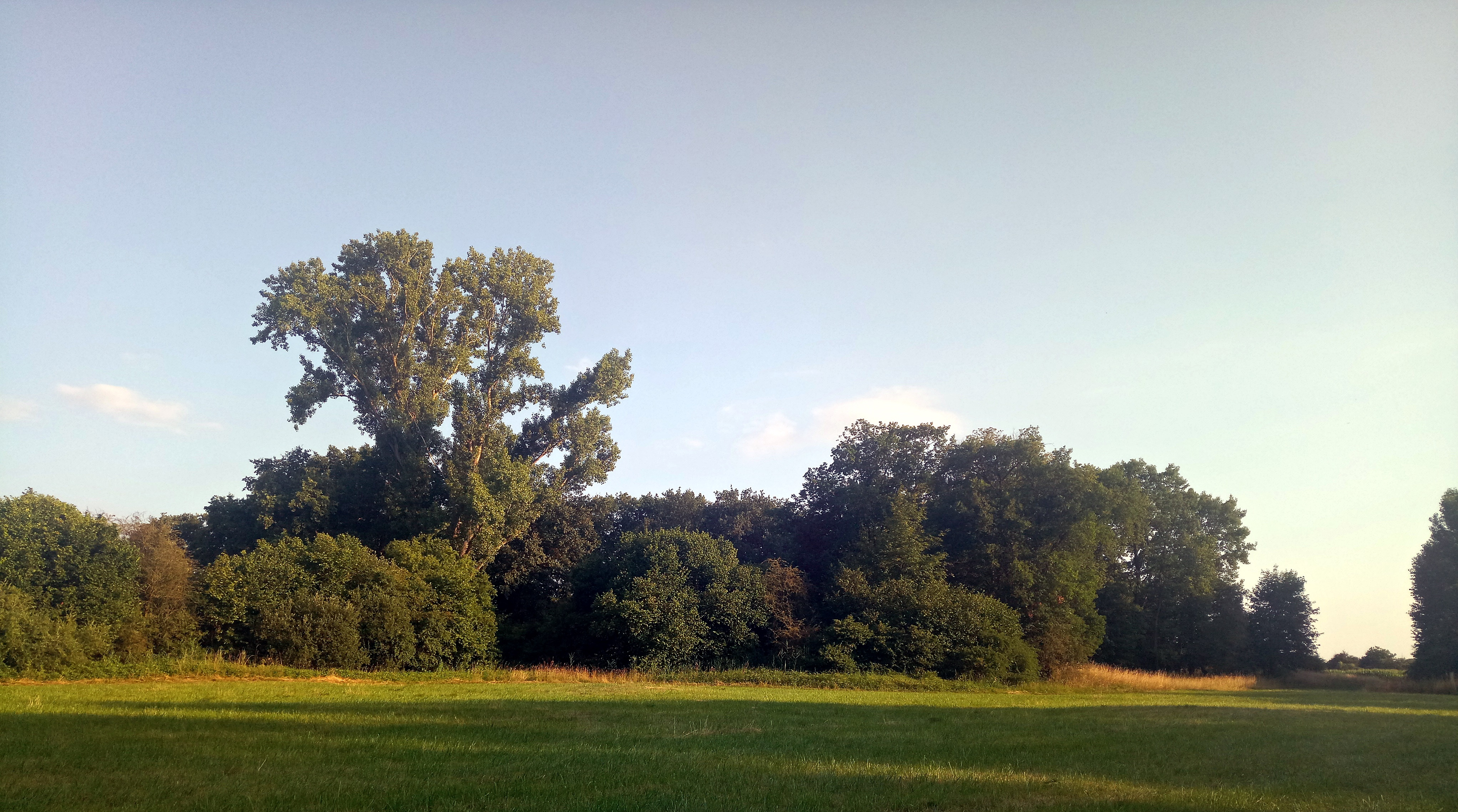
Gräberfeld Dannstadt, von Nordosten

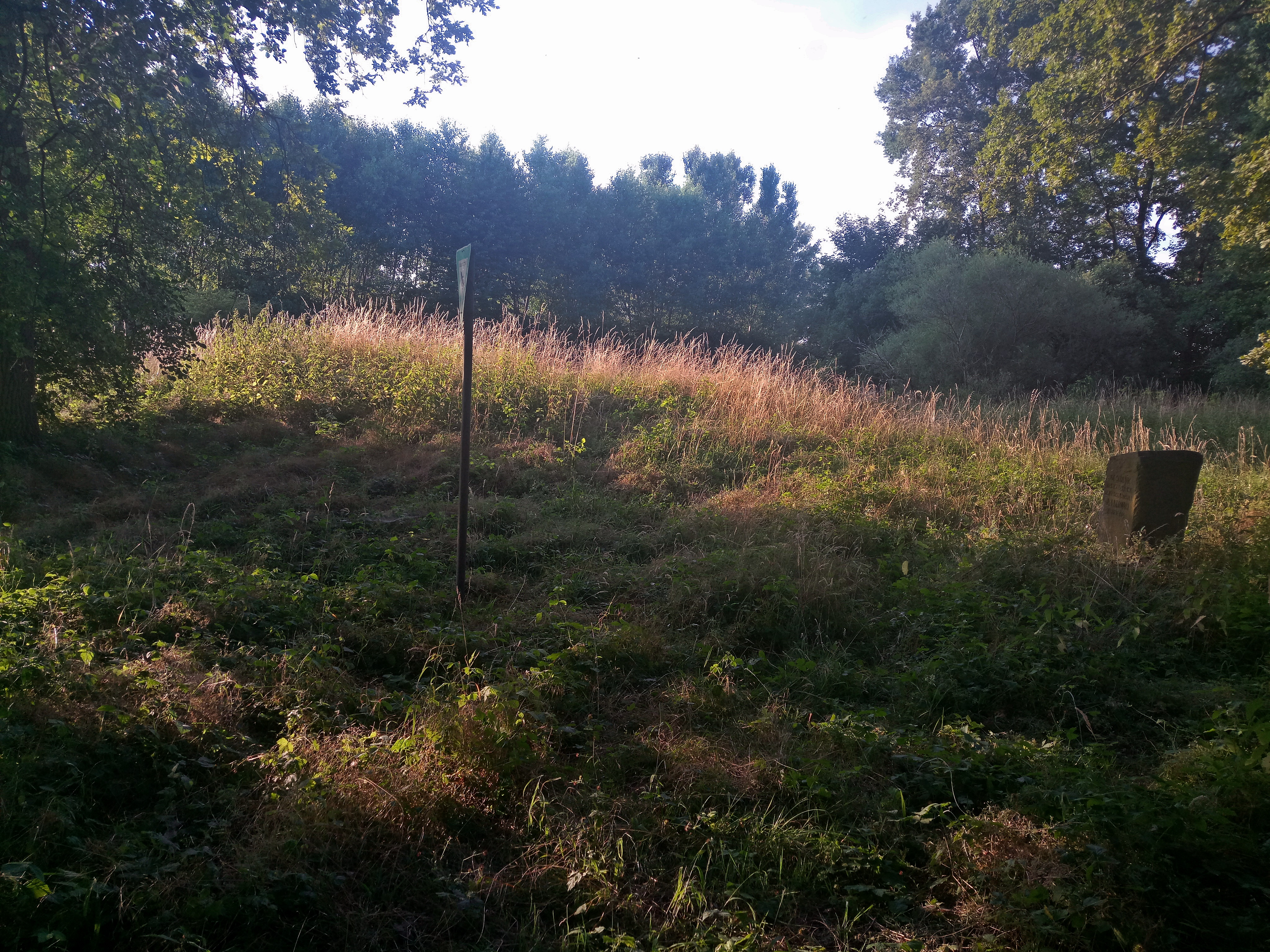
Gräberfeld Dannstadt, mit Hügelgrab

Das Naturschutzgebiet Gräberfeld bei Dannstadt ist das kleinste Naturschutzgebiet im Rhein-Pfalz-Kreis in Rheinland-Pfalz. Das 1,172 ha große Gebiet, das im Jahr 1940 unter Naturschutz gestellt wurde, erstreckt sich südöstlich der Ortsgemeinde Dannstadt-Schauernheim. Westlich davon befindet sich die A 61, südwestlich die parallel zum Gräberfeld verlaufende Landesstraße L 454, südlich die L 532 und östlich die L 524. 1982 wurde es um  5,9 ha erweitert.

## Bestand und Geschichte
Das heutige Naturschutzgebiet (mit Erweiterung von 1982) enthält 32 keltische Grabhügel, überwiegend aus der dritten Stufe der Hallstattperiode und der Latènezeit (ca. 850 v. Chr. bis 350 v. Chr.), bewachsen mit seltener Vegetation. 1914 war das Kerngebiet, im Gegensatz zu heute, noch fast völlig ohne Baum- und Strauchbewuchs.
Um 1825 existierten in der dortigen Feldgemarkung etwa 200 Grabhügel, heute noch ca. 140 bzw. Reste davon.
Schon 1910 hatte der Pfälzische Kreisausschuss für Naturpflege eine Anzahl von Grabanlagen in Pacht genommen, um sie vor Zerstörung und Bodenabtrag zu schützen. Dies war nötig, weil die Erde der Grabhügel von den umliegenden Bauern benutzt wurde, um Feuchtflächen aufzufüllen und den Boden der Felder zu verbessern.
1912 wurde vom damaligen deutschen Generalkonsul in Genf, Dr. August Ludowici (1866–1945), der aus Ludwigshafen am Rhein stammte, die Summe von 5700 Mark zum Kauf des Geländes gestiftet. Am 19. Juni 1913 erwarb der frühere Landkreis Ludwigshafen den Südteil des heutigen Gesamtareals, „um die dort noch vorhandene Mischung pontischer und mediterraner Florenelemente als letzten Rest der einstigen Heidewiesenformation der Vorderpfalz vor der Vernichtung zu bewahren“. Dadurch wurde auch der historische Gräberbestand gesichert.
Am 16. April 1940 erklärte man den zu jener Zeit schon kreiseigenen Teil (südlicher Kernbereich) des Dannstadter Gräberfeldes zum Naturschutzgebiet. 1982 wurde dieses um 5,9 ha gleichartiger Fläche erweitert.
Im Gemeindewappen von Dannstadt-Schauernheim und im Wappen der Verbandsgemeinde Dannstadt-Schauernheim symbolisiert das hier vorkommende rote Adonisröschen, das Naturschutzgebiet Gräberfeld. Ein unweit von dem Gelände gelegener Aussiedlerhof trägt den Namen „Adonisröschenhof“.

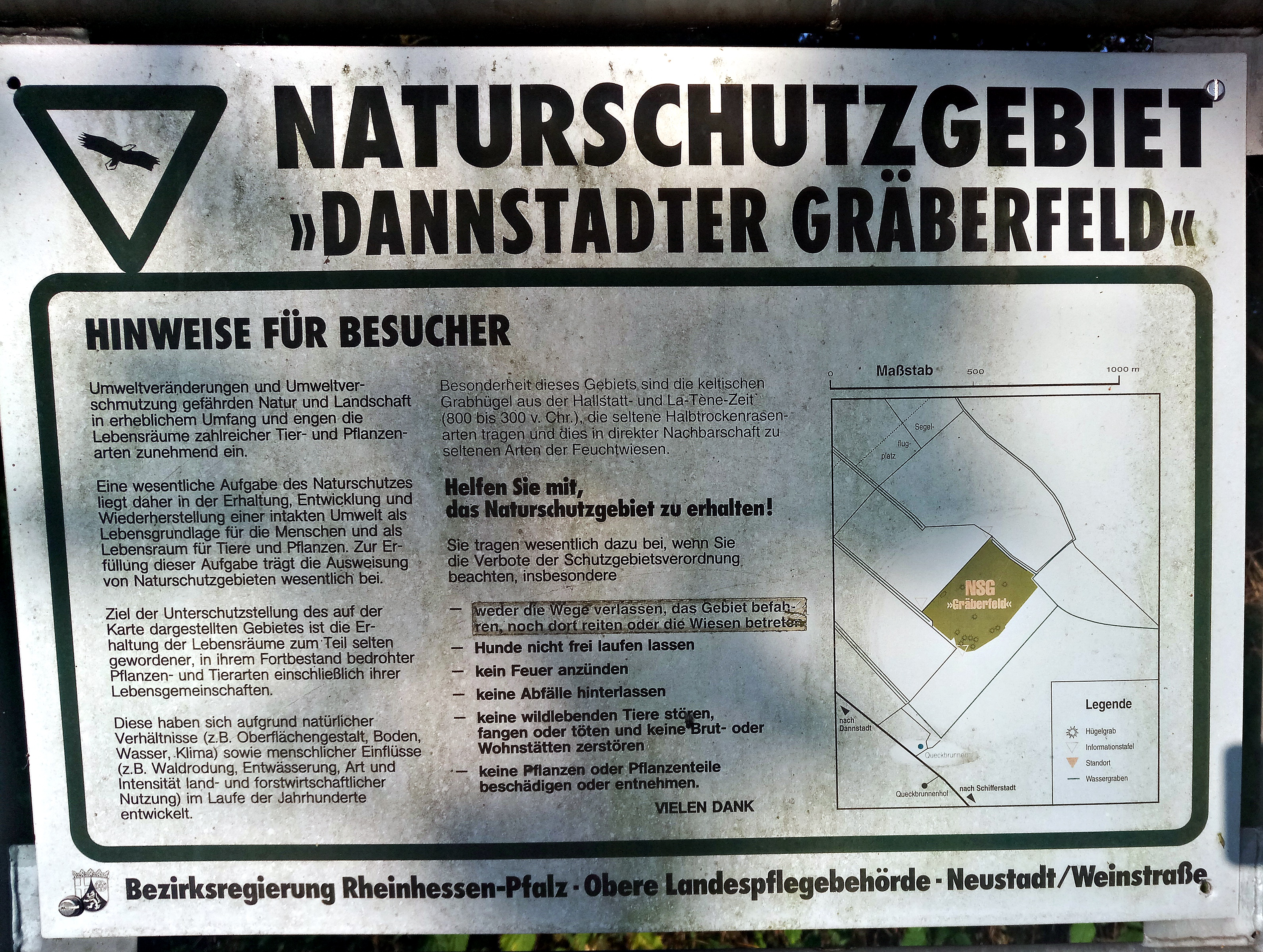
Behördliche Hinweistafel
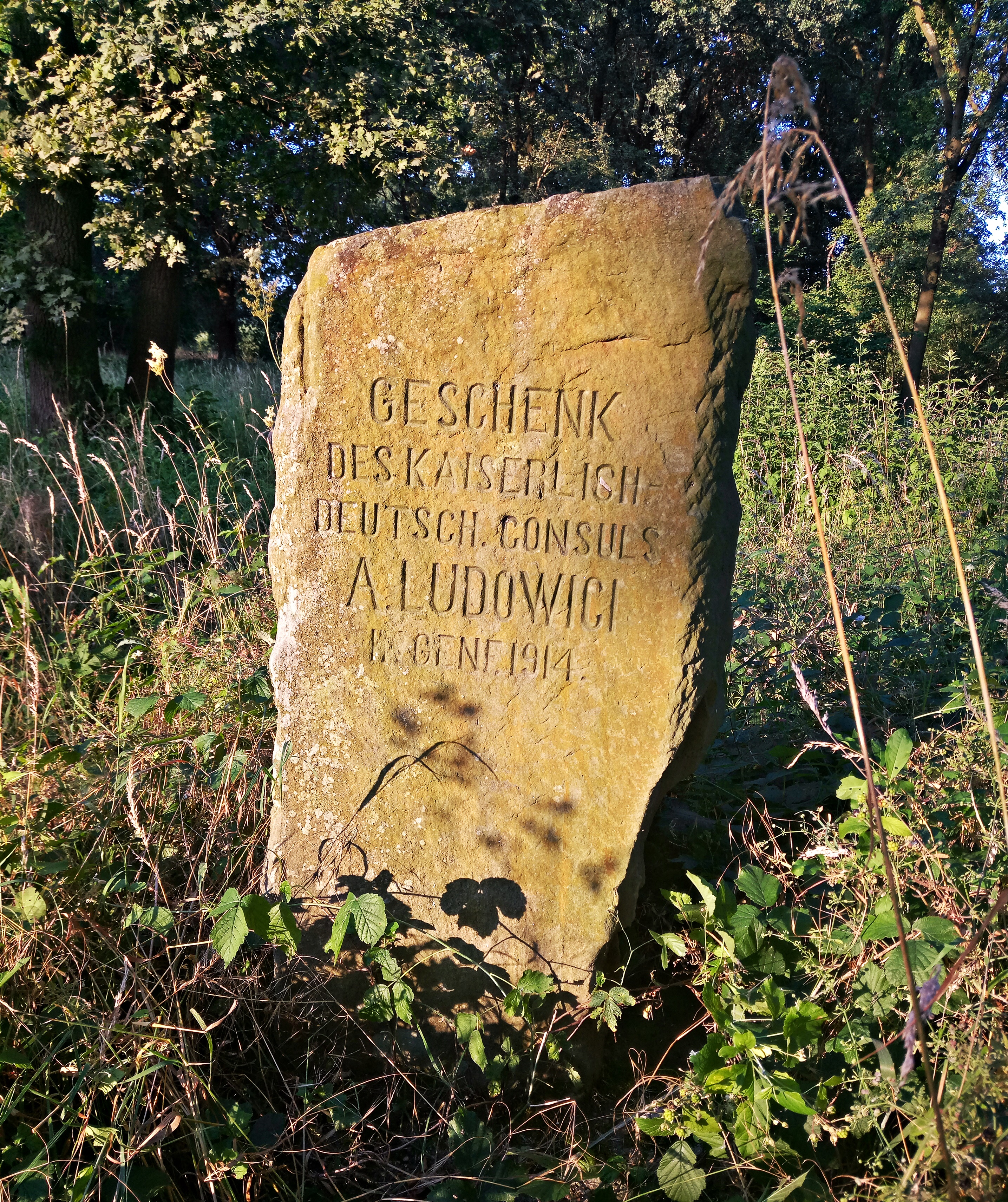
Gedenkstein für den Stifter, Konsul August Ludowici
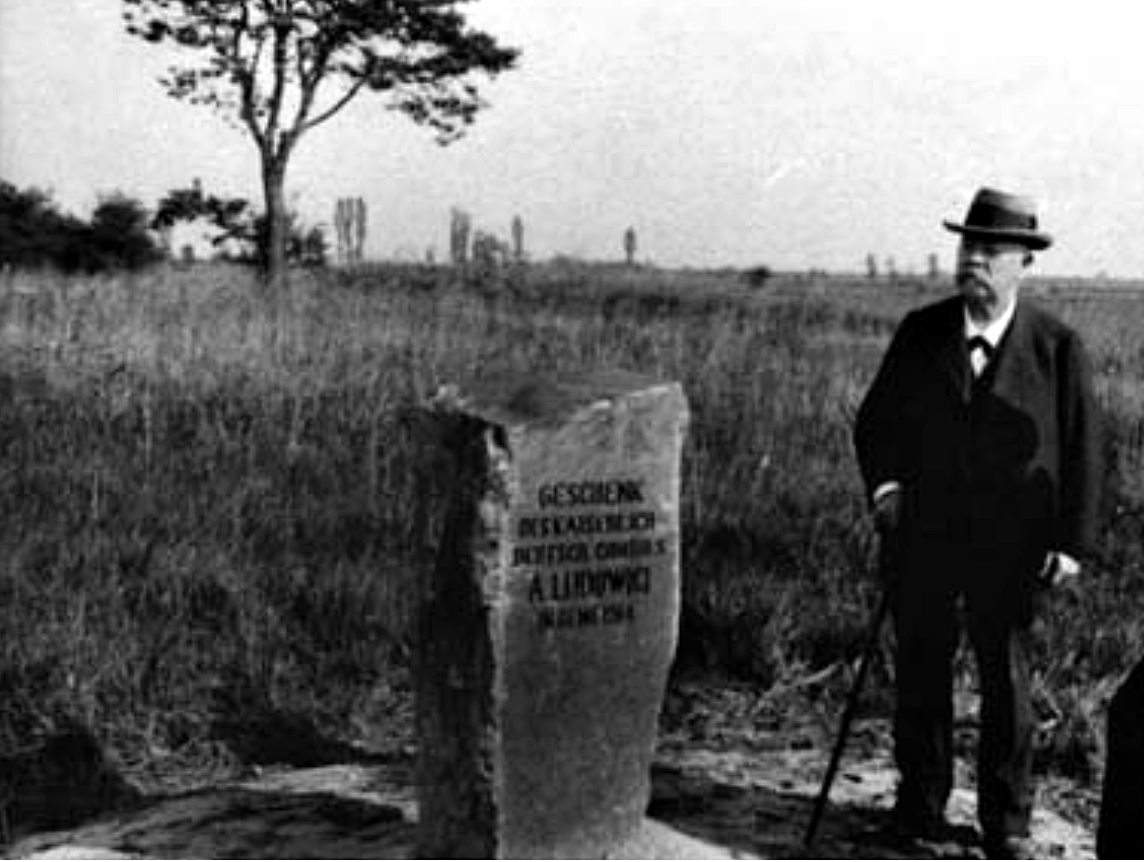
Der Stifter, Konsul August Ludowici (1866–1945), mit seinem Gedenkstein, 1914
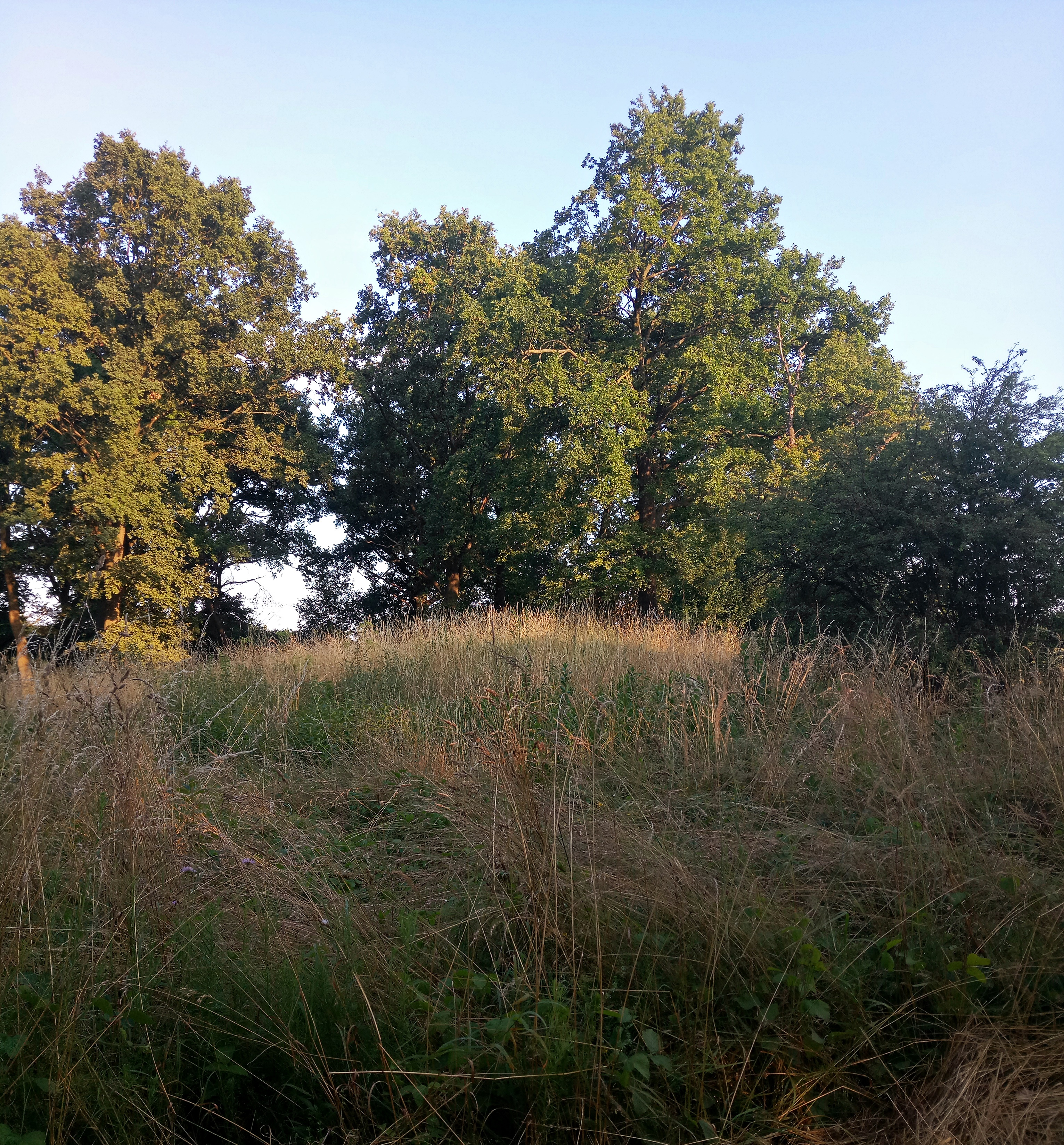
Hügelgrab im Dannstadter Gräberfeld
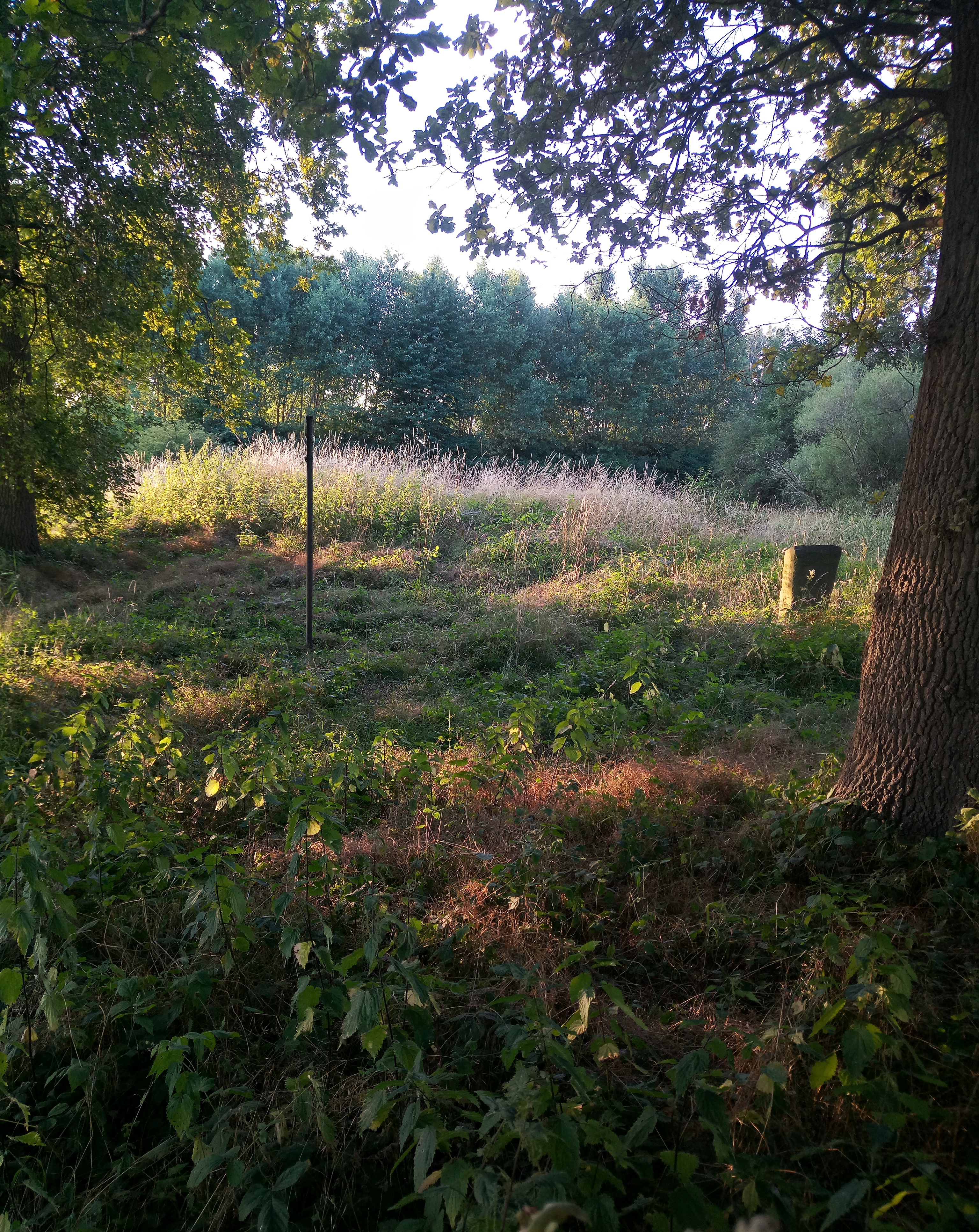
Blick in das Dannstadter Gräberfeld, von Westen